# Sonny Bono
Salvatore Phillip "Sonny" Bono (Detroit, 16 de fevereiro de 1935 — South Lake Tahoe, 5 de janeiro de 1998) foi um produtor discográfico, cantor, ator e político norte-americano cuja carreira espalhou-se por três décadas.

## Carreira
Bono começou sua carreira musical trabalhando para o lendário produtor discográfico Phil Spector no início dos anos 1960. Mais tarde na mesma década, ele obteve sucesso comercial junto de sua então esposa Cher, como parte da dupla Sonny & Cher.
Bono escreveu, fez os arranjos e produziu um número de sucessos com singles como "I Got You, Babe" e "The Beat Goes On" apesar de poucas pessoas tomarem conhecimento de que ele fazia outra coisa além de cantar. Cher recebeu mais atenção quanto ao seu talento musical.
Sonny e Cher estrelaram um programa de televisão de variedades muito popular, intitulado The Sonny and Cher Comedy Hour, que ia ao ar pela CBS, e durou de 1971 a 1974. Mas novamente, Cher parecia radiante e divertida, e Sonny um tanto lento.
Eles tiveram uma filha, Chastity Bono e divorciaram-se em 1974. Sonny continuou sua carreira como ator, ganhando papéis em seriados como Fantasy Island e The Love Boat. Ele fazia o papel de homem-bomba louco em Airplane II: The Sequel (Apertem os Cintos o Piloto Sumiu 2, no Brasil). Bono casou-se com Susie Coelho e divorciou-se dela em 1984; casou-se novamente em 1986 com Mary Whitaker. Tornou-se um cientólogo praticante. O casal teve dois filhos, Chesare Elan Bono e Chianna Marie Bono.
Bono entrou para a política após passar por frustrações com a burocracia do governo local na tentativa de abrir um restaurante em Palm Springs, na Califórnia. Com o apresentador de rádio conservador Marshall Gilbert como seu gerente de campanha (e mais tarde o padrinho de seus dois filhos com sua esposa Mary), Bono apostou com sucesso ao tornar-se o novo prefeito de Palm Springs. Ele foi fundamental no processo de deixar a cidade mais receptiva para negócios e liderou a criação do Nortel Palm Springs International Film Festival, agora realizado todos anos em memória de Bono. Após tentar sem sucesso ser o candidato republicano ao Senado dos Estados Unidos em 1992, Bono foi eleito deputado na Câmara dos Representantes em 1994, representando o 44º Distrito Congressional da Califórnia. Ele introduziu o controverso Sonny Bono Copyright Term Extension Act (Ato de Extensão dos Direitos Autorais de Sonny Bonno) durante seu mandato para beneficiar a indústria da música e também liderou a restauração do Lago Salton, trazendo atenção nacional para o estado do lago.

## Morte
Ele morreu de ferimentos ao atingir uma árvore enquanto esquiava no Heavenly Ski Resort próximo a South Lake Tahoe, na Califórnia. Sua viúva Mary foi escolhida para ocupar o seu mandato no Congresso, que ainda não havia terminado. Desde então ela decidiu seguir a carreira de senadora e concorreu com sucesso à eleição. Ela continuou a batalhar por muitas das causas defendidas por seu falecido marido, incluindo a luta em progresso de como melhor salvar o Lago Salton.
O local onde o corpo de Bono descansa é o Desert Memorial Park em Cathedral City, na Califórnia, o mesmo cemitério em que Frank Sinatra foi enterrado naquele mesmo ano. O epitáfio gravado na lápide de Bono diz apenas "The beat goes on".